# Giovanni Battista Valier
Giovanni Battista Valier (Venezia, ... – Venezia, 22 ottobre 1598) è stato un vescovo cattolico italiano, appartenuto alla nobile famiglia veneziana dei Valier.

## Biografia
Nacque a Venezia intorno al 1538. Entrato nella carriera ecclesiastica, fu nominato vescovo titolare di Citro e vescovo coadiutore di Belluno, diocesi questa retta dal vescovo Giulio Contarini. Alla morte del Contarini, gli succedette quale vescovo di Belluno dal 5 giugno 1575.
Durante il suo episcopato, si impegnò nella ristrutturazione di molte chiese nella sua diocesi, compresa la cattedrale di Belluno, e si preoccupò della conservazione e valorizzazione del patrimonio artistico religioso. Il 6 giugno 1576 consacrò la chiesa di San Rocco di Celat di Vallada Agordina.
Fu anche un importante interlocutore culturale, mantenendo stretti legami con il celebre storico Paolo Paruta, con il quale discuteva regolarmente di politica e cultura. La sua carriera ecclesiastica fu inoltre caratterizzata dall'impegno per la promozione della cultura e della dottrina cristiana, come dimostra la sua attenzione alla realizzazione di opere artistiche e letterarie legate al suo ruolo di pastore.
Si dimise da vescovo nel 1596 e fece ritorno a Venezia, dove morì il 22 ottobre 1598, circa sessantenne. Fu sepolto nella chiesa di Santa Maria dei Servi, dove una lapide ne ricorda la figura.

## Genealogia episcopale
La genealogia episcopale è:
- Vescovo Girolamo Vielmi, O.P.
- Vescovo Giovanni Battista Valier